# La Marquesa
La Marquesa är en bergsby i kommunen Ocoyoacac i delstaten Mexiko i Mexiko. Samhället hade 1 106 invånare vid folkräkningen år 2020.